# Santissimo Sacramento a Tor de’ Schiavi (Kardinalstitel)
Der Kardinalstitel eines Kardinalpriesters von Santissimo Sacramento a Tor de’ Schiavi wurde von Papst Franziskus mit der Erhebung der gleichnamigen römischen Pfarrkirche Santissimo Sacramento a Tor de’ Schiavi zur Titelkirche neu geschaffen.

## Geschichte
Papst Franziskus begründete die Neuschaffung des Titels mit der Notwendigkeit, eine ausreichende Zahl von Titeln für die zunehmende Zahl von Kardinälen zur Verfügung zu haben. Gleichzeitig setzte er mit der Auswahl der Kirche im Bezirk Prenestino-Labicano die Erweiterung der Titel deutlich aus dem „Alten Rom“ fort.

## Titelinhaber
Kardinal Rosa Chávez ist der 1. Kardinalpriester von Santissimo Sacramento a Tor de’ Schiavi:
| Name                 | Land        | Geboren      | Verstorben             | Ernennung     | Ernennung   | Anmerkungen                           |
| Name                 | Land        | Geboren      | Verstorben             | am 1          | durch Papst | Anmerkungen                           |
| -------------------- | ----------- | ------------ | ---------------------- | ------------- | ----------- | ------------------------------------- |
| Gregorio Rosa Chávez | El Salvador | 3. Sep. 1942 | NEIN Alter: 82 Jahre 2 | 28. Juni 2017 | Franziskus  | Weihbischof im Erzbistum San Salvador |